# Добробут
Добробут — це процвітання,  удача та успішний соціальний статус. Процвітання часто створює багатство, включаючи інші фактори, наприклад щастя та здоров’я.

## Конкуруючі поняття добробуту
Економічні уявлення про процвітання часто конкурують або негативно взаємодіють із уявленнями про здоров’я, щастя чи духовне процвітання. Наприклад, більша тривалість роботи може призвести до підвищення певних показників економічного добробуту, але за рахунок відштовхування людей від їхніх уподобань щодо скорочення робочого дня.   
У буддизмі процвітання розглядається з наголосом на колективізмі та духовності. Ця перспектива може суперечити деяким уявленням про процвітання через те, що останні асоціюються з жадібністю. Дані соціальних досліджень показують, що збільшення доходу не призводить до тривалого зростання щастя; одне із запропонованих пояснень цього полягає в гедонічній адаптації та соціальному порівнянні, а також нездатності передбачити ці фактори, в результаті чого люди не витрачають достатньо енергії на нефінансові цілі, такі як сімейне життя та здоров’я. 